# Steven Palazzo
Steven McCarty Palazzo (Gulfport, 21 febbraio 1970) è un politico statunitense, membro della Camera dei Rappresentanti per lo Stato del Mississippi dal 2011 al 2023.

## Biografia
Di origini italiane, Palazzo studiò per diventare contabile e a diciotto anni si arruolò nelle riserve dei marine e prestò servizio durante la guerra del Golfo. Successivamente passò nella guardia nazionale.
Nel 2006 entrò in politica con il Partito Repubblicano e venne eletto all'interno della legislatura statale del Mississippi. Quattro anni dopo Palazzo si candidò alla Camera dei Rappresentanti sfidando il deputato democratico in carica da ventidue anni Gene Taylor. Palazzo riuscì a sconfiggere di misura Taylor e divenne deputato.
Ricandidatosi per la rielezione nel 2022, venne sconfitto nelle primarie repubblicane da Mike Ezell.
Palazzo è ritenuto un repubblicano conservatore.